# Ashley (Michigan)
Ashley – wieś w Stanach Zjednoczonych, w stanie Michigan, w hrabstwie Gratiot.